# Col du Tourmalet

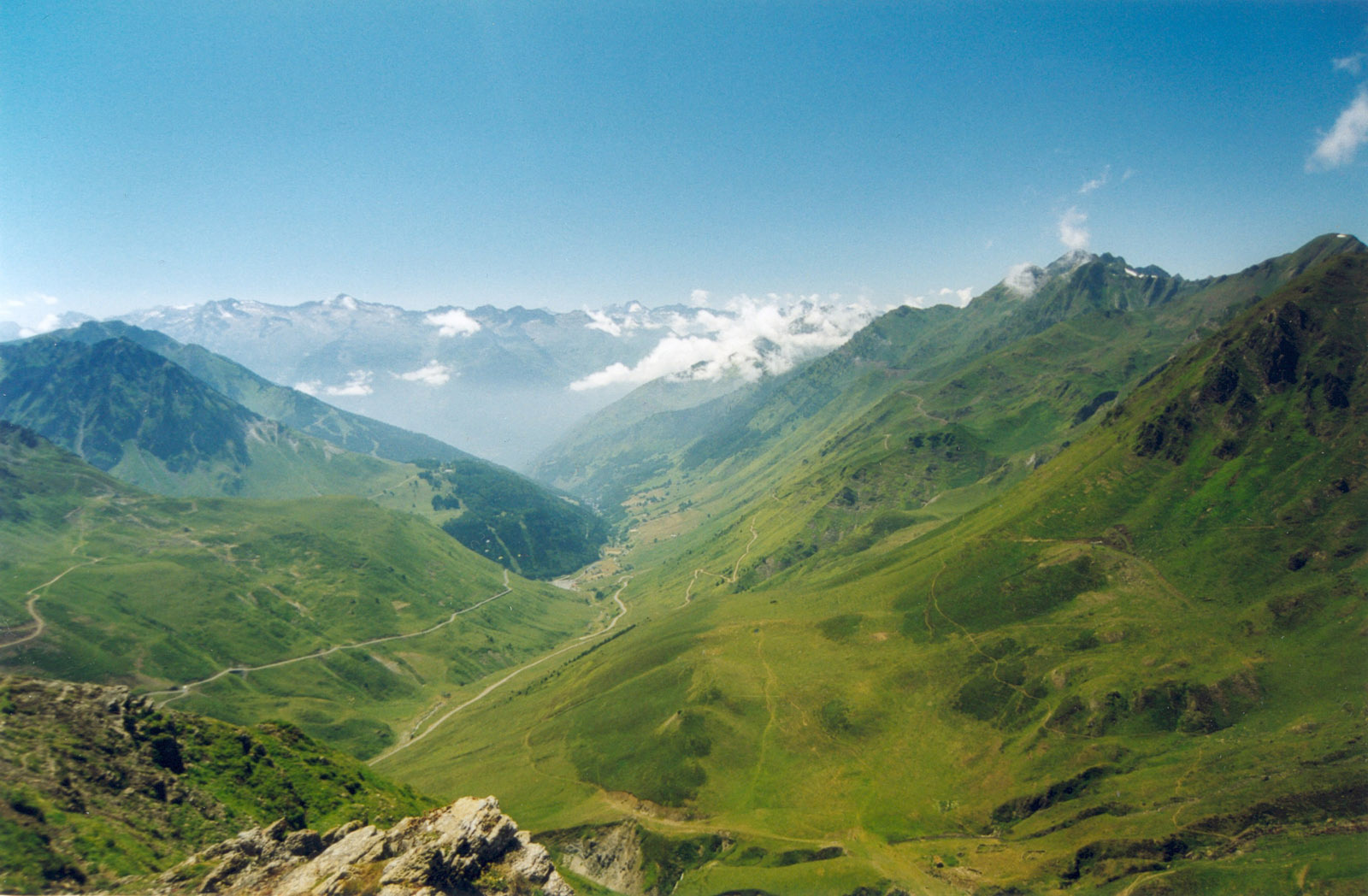
Utsikten västerut från Col du Tourmalet.

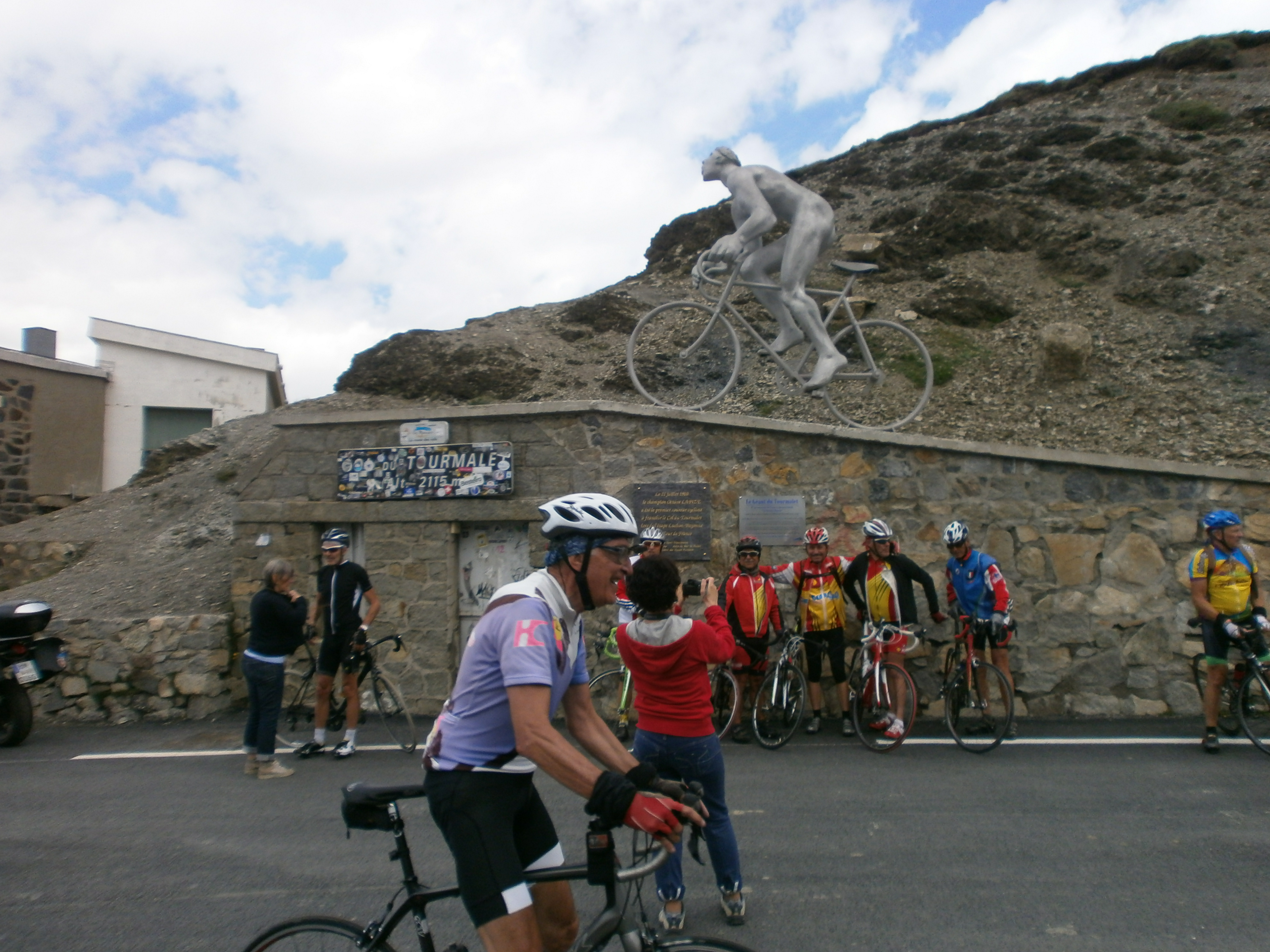
Cykelturister på passets krön framför statyn "le Géant du Tourmalet" (ofta kallad "Octave" efter Octave Lapize som var först över Col du Tourmalet 1910 - och även vann hela Tour de France detta år).

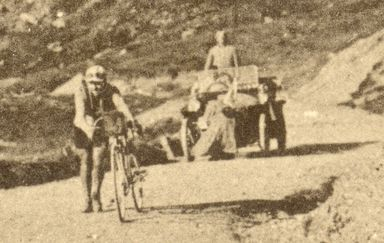
Octave Lapize på väg upp till Col de Tourmalet 1910.

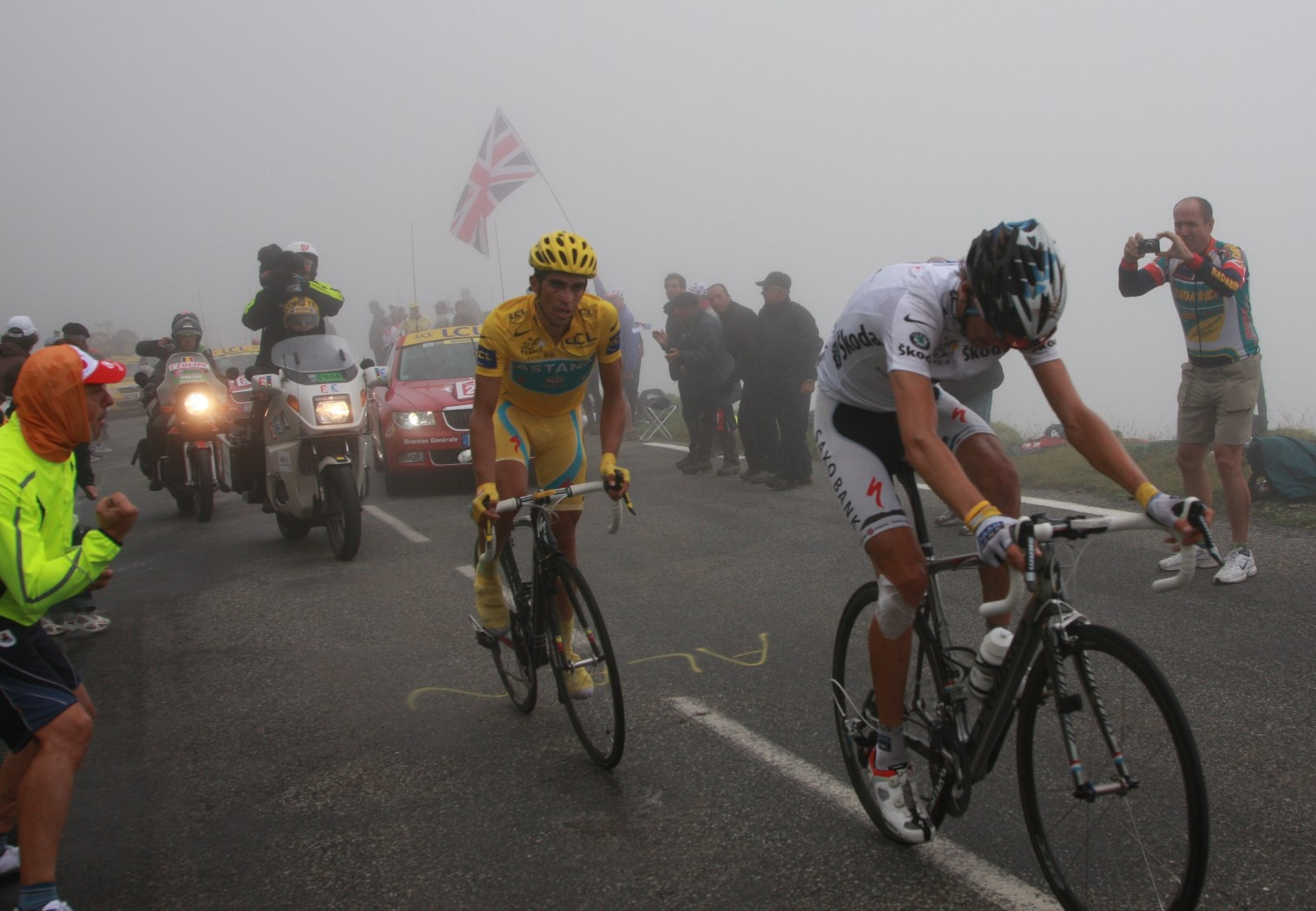
Vinnaren av etapp 17, Andy Schleck, före etapptvåan Alberto Contador i dimman på stigningen till Col de Tourmalet 2010.

Col du Tourmalet är ett bergspass i regionen Hautes-Pyrénées i de franska Pyrenéerna. Passet ligger på 2 115 meter över havet, mellan topparna La Bonida (2 529 m.ö.h.) i nordväst och Pic du Tourmalet (2 406 m.ö.h.) i norr samt, i söder, Pic d'Espade (2 467 m.ö.h.). Något längre norrut ligger Pic du Midi de Bigorre (2 877 m.ö.h.) med ett astronomiskt observatorium på toppen.
"Tourmalet" översatt till svenska (från den gascognska dialekten av occitanska) betyder ungefär "avlägset berg".

## Cykelsport
Mest känt är passet som en av de vanligast återkommande "topparna" för cyklisterna i Tour de France att klättra upp för. Den har högsta klassificeringen, det vill säga HC (hors catégorie). Första gången passet var med i rutten för Tour de France var 1910 och det har även ingått i Vuelta a España. Col du Tourmalet kombineras ofta med andra stigningar, som de närbelägna Col d'Aspin och Col de Peyresourde åt öster, eller Col d'Aubisque åt väster. Dessa fyra stigningar ingick i den tionde etappen av Tour de France 1910 och kom att kallas "Le cercle de la mort" ("Dödens cirkel"), en beteckning som utsträckts till att benämna den hårdaste pyrené-etappen.
Tre gånger har målet för en Tour de France-etapp legat på Col de Tourmalet: 1974 (etapp 17, vinnare Jean-Pierre Danguillaume), 2010 (etapp 17, vinnare Andy Schleck) och 2019 (etapp 14, vinnare Thibaut Pinot) och passet är det högst belägna etappmålet i tourens historia. 2023 var passet slutmål för etapp 7 i damernas Tour (vinnare Demi Vollering).
2020 skulle passet för första gången vara slutmål i en etapp av Vuelta a España, men denna etapp ändrades eftersom loppet inte tilläts komma in i Frankrike på grund av COVID19-pandemin. I stället blev Tourmalet för första gången etappmål i vueltan 2023 (etapp 13, vinnare Jonas Vingegaard).
Västerifrån, från Luz-Saint-Sauveur, är stigningen 18,9 km lång och har 1 404 m i höjdskillnad. Lutningen är i genomsnitt 7,4 % och som mest 11 %.
Österifrån, från Sainte Marie de Campan, är stigningen 16,9 km lång och har 1 271 m i höjdskillnad. Lutningen är i genomsnitt 7,5 % och som mest 11 %.